# Mühle (Kirchhaslach)

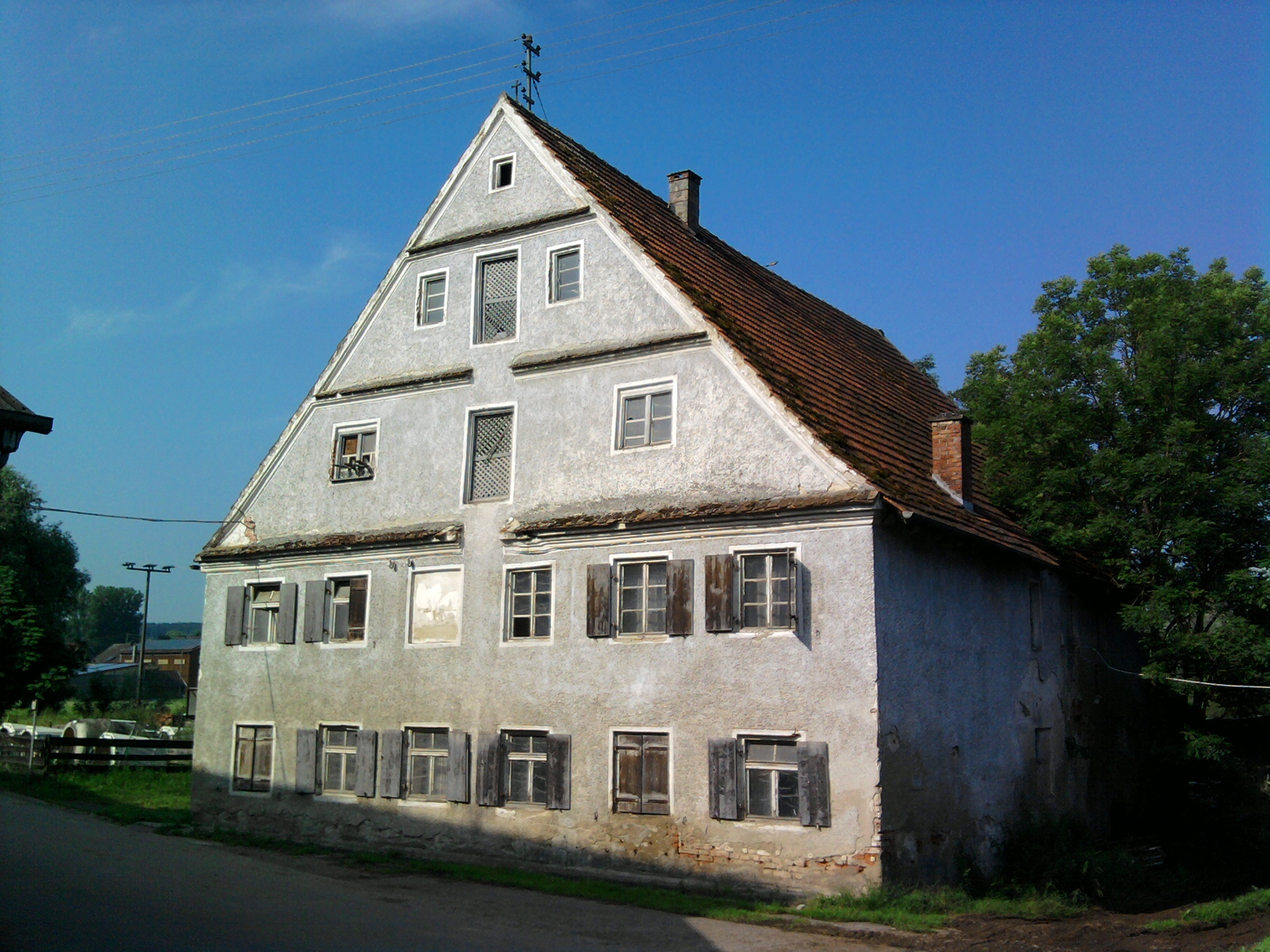
Ehemalige Mühle in Kirchhaslach

Die ehemalige Mühle in Kirchhaslach, einer Gemeinde im Landkreis Unterallgäu in Bayern, wurde in der ersten Hälfte des 18. Jahrhunderts errichtet. Die Mühle steht unter Denkmalschutz.

## Beschreibung
Das zweigeschossige Gebäude mit sechs zu sechs Achsen besitzt ein Satteldach. Die Fenster sind von schmalen in weiß ausgeführten Glattputzrahmen umgeben. Auf der Südseite befindet sich eine Tür in einer Korbbogennische mit Keilstein. Der Ostgiebel ist der Straße zugewandt und besitzt ein kräftig profiliertes Sohlgesims sowie profilierte Gesimse an den Schrägen und zwischen den Geschossen. Große, mit hölzernen Rautengitterverschlüssen geschlossene, Aufzugsöffnungen sind in den beiden unteren Giebelgeschossen eingelassen.